# Saničani
Saničani (en serbe cyrillique : Саничани) est un village de Bosnie-Herzégovine. Il est situé sur le territoire de la ville de Prijedor et dans la république serbe de Bosnie. Selon les premiers résultats du recensement bosnien de 2013, il compte 614 habitants.

## Géographie
Le village est situé sur la rive méridionale du lac de Saničani.

## Démographie

### Évolution historique de la population dans la localité
| 1948 | 1953 | 1961 | 1971 | 1981 | 1991 | 2013 |
| ---- | ---- | ---- | ---- | ---- | ---- | ---- |
| -    | -    | 657  | 585  | 621  | 625  | 614  |

|  |